# Gazdagrét
Gazdagrét Budapest egyik városrésze a XI. kerületben, lakótelep.
A városrész mai nevét 1847 óta viseli. A lakótelep gyümölcsösök helyén épült fel 1983–1989 között, a szocializmus kori házgyári lakásépítések utolsó évtizedében. Budapest legkedvezőbb megítélésű lakótelepe. Ismert a Szomszédok című televíziós sorozatból is, amelyet 1987-1999 között forgattak itt.

## Fekvése és közterületnevei

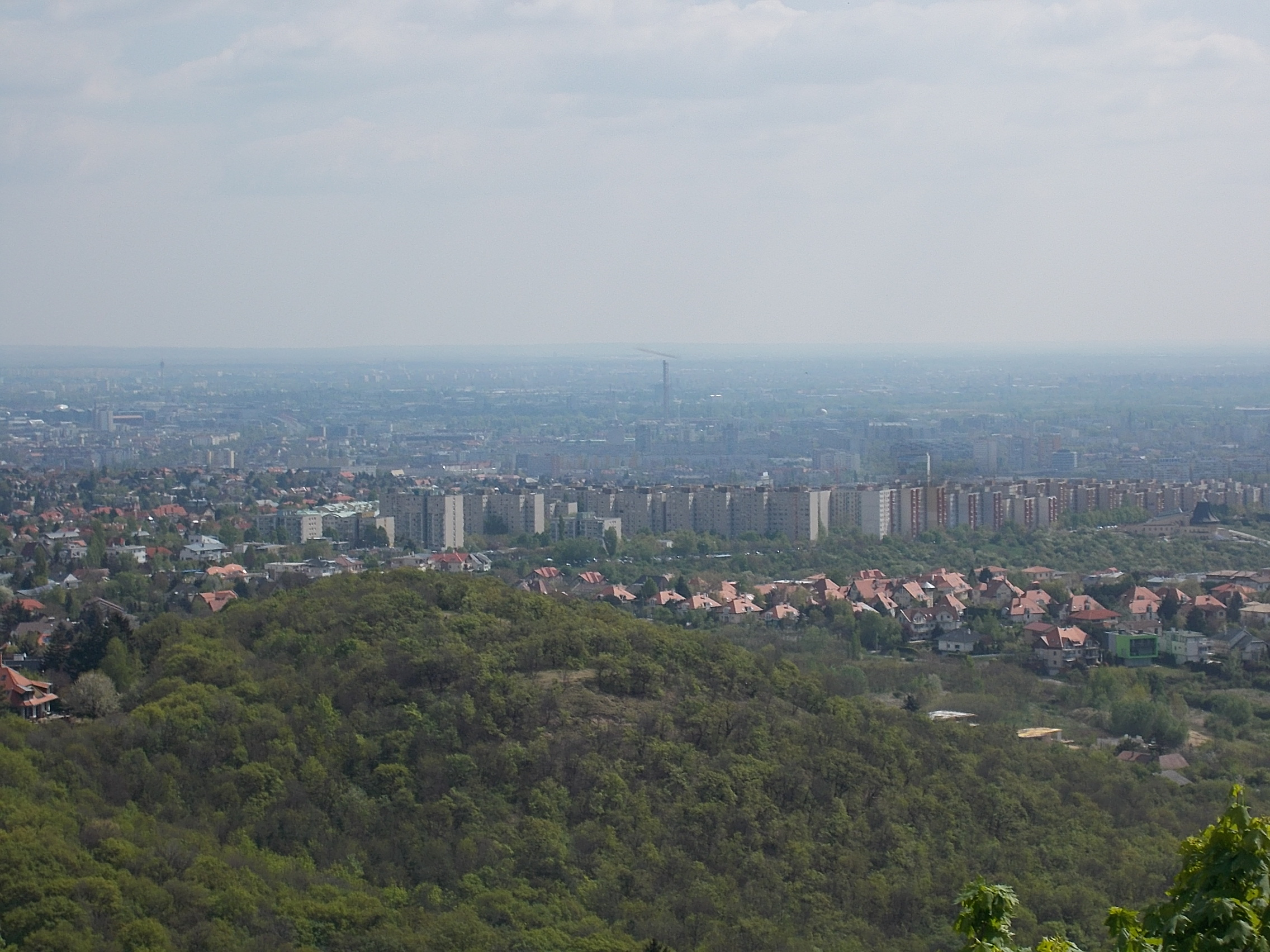
Gazdagrét Budaörs Frankhegy városrésze felől, a kép előterében a pösingermajori Rupp-hegy

Határai: Rétköz utca a Gazdagréti úttól – Nagyszeben út – Budaörsi út – Gazdagréti út – Nevegy utca – Gazdagréti utca a Rétköz utcáig. A lakótelepet legnagyobb részen a Rétköz utca (északkelet felől) és a Gazdagréti út (délnyugat felől) határolja, a kettő közt húzódnak a lakótelep utcái (lentről felfelé: Regős köz, Regős utca, Törökugrató utca, Frankhegy utca, Torbágy utca, Kaptárkő utca, Csíki-hegyek utca, Tűzkő utca, Szentivánéj park, majd a Telekes utca, mely már a telep felső végét képező Gazdagréti tér határa). Ezeket az utcákat kettészeli a Kaptató sétány, a lakótelep „sétálóutcája”. Több utca a közeli hegyekről kapta a nevét.
Az utcák közti zöldterületek több esetben saját nevet kaptak, pl. a Torbágy és Frankhegy között a Dzsungel park található (2015-ben kapta ezt a nevet, amelyet eddig csak a 2003-ban épült Dzsungel játszótér viselt). Gazdagréttől északnyugatra egy terület ugyanekkor kapta a Szent Pio atya tér nevet, Pietrelcinai Szent Pio olasz szerzetes után, akinek szobrot is emeltek itt. A tér tulajdonképpen a Gazdagréti út egy szakasza melletti zöldterület, nevével ellentétben inkább park, amit az is erősít, hogy az erre nyíló házak továbbra is a Gazdagréti út címet viselik. 2019-ben a lakótelep délkeleti aljában a Nagyszeben tér, Rétköz utca, Gazdagréti út által határolt terület vette fel a Szent Charbel park nevet, a „libanoni Pio atya”-ként is ismert Charbel Makhlouf után, akiről előző évben elnevezték a Gazdagréti Szent Angyalok-templom keresztelőkápolnáját.

## Története
A lakótelep építését megelőző feltárások alkalmával a területen őskori edényeket és egy római kori temetőt találtak.
Az Árpád-korban is lakott volt a környék, a régészek földbe mélyített, lefelé vezető lépcsős bejáratú, négyszögletes lakóházat tártak fel, sarkában kemencével, ezenkívül gazdasági épületeket és szabadtéri kemencéket. Ebben az időben a terület a pécsváradi bencés kolostor birtoka volt, a tatárjárás után pedig a korabeli oklevelekből ismert Nevegy település része lett, akiktől az apátság Károly Róbert alatt sikertelenül próbálta visszaperelni. Később szőlők, gyümölcsösök voltak a területen, előbbiek a 19. század végi filoxérajárványig, ami a szőlőültetvényeket tönkretette.
Döbrentei Gábor 1847. évi dűlőkeresztelője alkalmával a német Reiche Ried magyar tükörfordítása lett a környék neve. Onnan kapta, hogy a lakótelep építése előtt itt lévő gyümölcsösök a Dunántúl felől érkező csapadék itteni lecsapódása miatt nagyon gazdag termést hoztak. A városrész mikroklímája a mai napig hűvösebb, csapadékosabb, mint a belvárosé.
1930-ban kapta nevét a Gazdagréti út, amely mentén már családi házak is álltak.

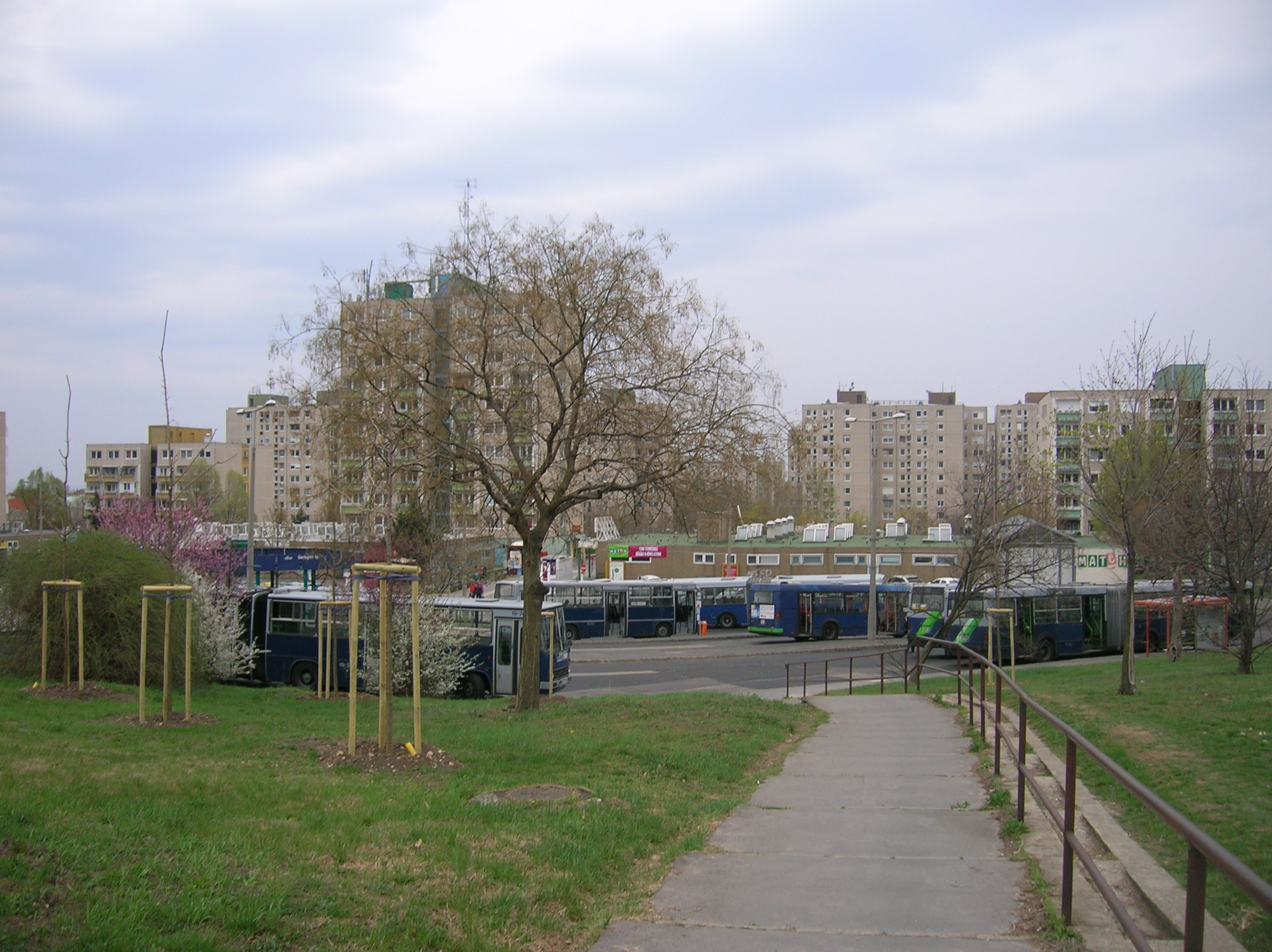
A gazdagréti téri autóbusz-végállomás

A lakótelep építésére 1970-től készült a főváros. 1983-ban kezdődött meg az építkezés győri házgyári elemekkel. (Az házak építészeti kialakításuk alapján Győr Marcalváros lakótelepére hasonlítanak.) A Regős utca elején készültek el az első panelházak. 1984 márciusában adták át az első lakást, amely egyben az ország 200 000. távfűtéssel ellátott lakása volt. Május elsején megindult a tömegközlekedés, az azóta is itt közlekedő 153-as busszal. Ekkor még lent, a Nagyszeben téren volt a végállomás, 1987-ben, a 139-es busz indulásakor került mai helyére, a Gazdagréti térre. A Törökugrató utcai általános iskolában az 1984/85-ös tanévet már megkezdhették a diákok; a tanévnyitót a helyi kábeltelevízió első műsora közvetítette. A Törökugrató utcától a 43. számú Állami Építőipari Vállalat budapesti házgyáraiban készült elemekkel folytatódott a kivitelezés. (A Tűzkő utcától felfelé már újra győriekkel fejeződött be.) Egy évvel később indult meg a tanítás a Csíki-hegyek utcai általános iskolában. Az első óvoda és bölcsőde 1985-ben, élelmiszer-áruház 1986-ban, orvosi rendelő és könyvtárfiók 1987-ben nyílt a lakótelepen. A 90 hektár területű városrészben 1989-ig végül 5400 lakást adtak át. Középiskola – a Mechatronikai Szakközépiskola – 1990-től működik.
1987 és 1999 között itt forgatták a Szomszédok című televíziós sorozatot, amely széles körben ismertté tette Gazdagrétet.
A lakótelep infrastrukturális szempontból igen jól ellátott, négy szupermarket, egy kisebb bevásárlóközpont és különféle intézmények (bölcsődék, óvodák, általános iskolák, középiskola, posta, orvosi rendelő, katolikus és református templom) találhatóak itt, valamint közösségi ház, amely különféle programoknak ad otthont, nyugdíjas klubtól az aikido tanfolyamig. Negatív tényező a parkolóhelyek hiánya, ezekből ugyanis a telep építésekor keveset terveztek. Térfigyelő kamerák ügyelnek a közbiztonságra és a lakók törekednek a környezetük szépítésére, gyakran esztétikus előkerteket alakítanak ki a házak tövében. Ennek megfelelően megítélése is kedvező: egy 2010-es felmérés alapján, melyben ötszáz budapesti lakost kérdeztek meg a budapesti lakótelepekről, az első helyen végzett a legvonzóbb lakótelepek listáján.
2013 őszén rekortán borítású futópályát adtak át a lakótelepen. A Torbágy utcában található, kb 550 m hosszú futópálya népszerű a városrész futói körében.
Az ingatlanárak a budapesti panelházas városrészek között a legmagasabb, megelőzve a Pók utcai és a Lágymányosi lakótelepet. 2006-ban az átlagos 210-220 ezer forintos négyzetméterárral volt a legdrágább. 2010-re 250 ezer forint körül alakultak a lakások négyzetméter árai, a Gazdagréti tér környéke volt a legdrágább (287 ezer forint), a Regős köz pedig a legolcsóbb (235 ezer forint). 2024-ben a budapesti lakótelepek között ismét az első helyre került, az ingatlanpiacon ekkor lépte át a milliós négyzetméterárat. 2025-ben további áremelkedés következett be, ekkor már az 1,2 milliós négyzetméterár vált a jellemzővé, a felújított lakások esetében pedig az 1,5 millió forintos kínálati négyzetméterár a szokásos, ami a főváros belső kerületeire jellemző.

## Nevezetességei

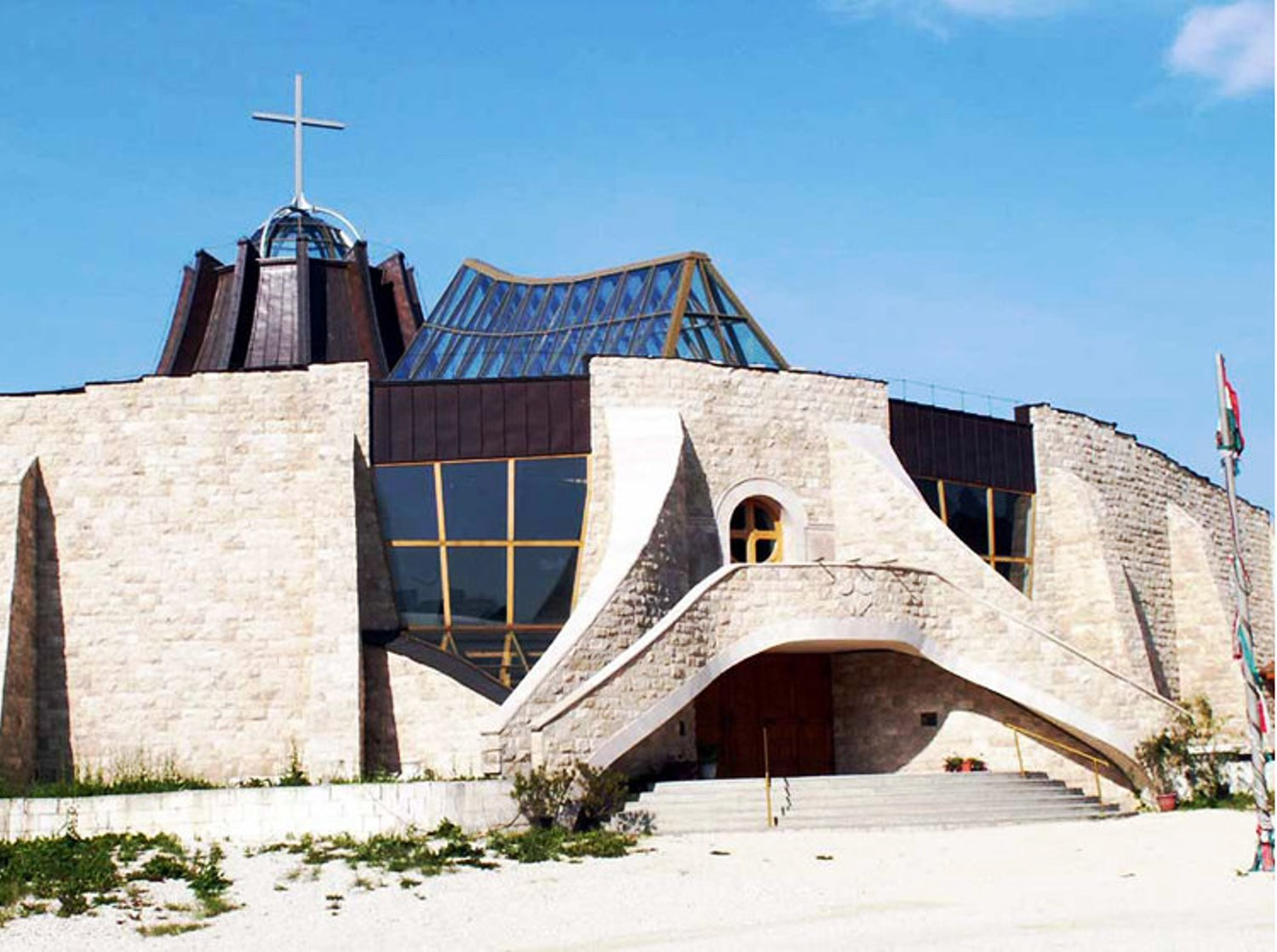
Szent Angyalok templom

- Szentháromság-szobor – 1761-ben épült mészkőszobor
- „Anya gyermekkel és békegalambbal” – Bolba Henrik vörösréz szobra, 1988
- Bazalt kőplasztika – Kecskeméti Sándor alkotása, 1988
- Mechatronika szobor – Bolba Henrik krómacél szobra, 1990
- „A Föld ereje” szökőkút – Farkas Ádám műve, 1991
- Két római oszlop a terület történelme emlékére, 1996
- Bacchus szobra – Veres Kálmán alkotása, 1999
- Szent Angyalok templom – a lakótelep délnyugati részén épült fel 2003-ban, Koppányi Imre tervei alapján.[17]
- Református templom – 2004
- Móricz Zsigmond-szobor – Janzer Frigyes alkotása, bronz, 2007
- Elefántos díszkút – Krajcsovics Károly alkotása, vörösréz ivókút, 2008-ban állították fel. 2011-ben lopási kísérlet során eltávolították, de 2012-ben visszakerült a helyére.

### Híres emberek
- Lipp László plébános, László atyaként ismert
- Nagy Ádám labdarúgó
- Palotás Petra műsorvezető gyermekkorában itt élt

## Közlekedése
A 2014. március 28-án elkészült 4-es metró, Kelenföld vasútállomás alatti forgalmas végállomása a 8E és a csúcsidőben közlekedő 108E jelzésű buszok segítségével érhető el a leggyorsabban. A metrót szintén érintő, ugyanakkor másodlagos szerepet betöltő (csak munkanapokon közlekedő 153-as és a hétvégén is járó 154-es) páros Őrmezővel, Kelenvölggyel, Kelenfölddel és Újbuda-Központján kívül a XI. kerület többi városrészével teremt lassabb, feltáró jellegű kapcsolatot. A metró átadása óta ritkábban járó 139-es busz a Budaörsi úton és az Alkotás utcán át a Déli pályaudvarral és a Széll Kálmán térrel köti össze a városrészt.
Gazdagrét felső buszvégállomása négy viszonylat nyugodt pihenőhelye, amely a lakótelepet északnyugati irányból lezáró Gazdagréti téren található. (A 8E busz áthalad a telepen, annak keleti oldalán és a másik irányból, a Sas-hegyet északnyugatról megkerülve, a Farkasréti temetőt érintve, a BAH-csomópont után már a Budaörsi úton át közlekedő 108E járattal közösen, a Gellért-hegy északi oldalán leereszkedő Hegyalja út folytatásában tartanak a Belváros irányába). A Gazdagréti végállomástól lefelé a ritkább követésű 153-as és 154-es jelzésű buszok a lakótelepet délnyugat felől határoló Gazdagréti úton, a 8E, a 108E és a 139-es járatok a lakótelep északkeleti határát képező Rétköz utcán át sűrűbb követéssel látják el a városrész belső, helyi jellegű közlekedését is.
Éjszaka a 908-as és 908A busz érinti.

### Története
A megszűnt járatok dőlt betűvel szerepelnek.
8
- 1995-ben vonták össze a 8-as és 8A buszt, az új járat jelzése 8-as lett, budai végállomása pedig a Gazdagréti tér.
- belvárosi végállomásai: Március 15. tér, majd Kálvin tér, majd 2009. május 23-ától Uránia.
- 2014. március 29-én útvonala a Bosnyák térig hosszabbodott, betétjárat indult 8A jelzéssel Keleti pályaudvarig.
- 2014. október 4-étől a Keleti pályaudvartól Kelenföld vasútállomásig közlekedett, a 8A és a 108-as megszűnt.
- 2016. június 3-án megszűnt, szerepét a 8E busz veszi át.

8A
- 1990-ig Farkasrétig közlekedett, majd útvonalát októberben Gazdagrétig hosszabbították. Útvonala során körbejárta a lakótelepet.
- 1995-ben összevonták a 8-assal.

8E
- 2016. június 4-étől: Kelenföld vasútállomás – Újpalota, Nyírpalota út, a korábbi 8-as helyett.

8M
- 1996. február 15. és március 8. között Gazdagréti lakótelep – Déli pályaudvar útvonalon a 139-es busz tehermentesítésének érdekében.

108
- 2014. március 29-étől Gazdagréti tér és Kelenföld vasútállomás (az előző nap indult 4-es metró déli végállomása) között közlekedett.
- 2014. október 3-án összevonták a 8-as busszal, amely ettől kezdve Kelenföld vasútállomásig közlekedett.

108E
- 2016. június 6-ától: Gazdagréti tér – Újpalota, Nyírpalota út, a korábbi 239-es helyett csúcsidőszakban.

139, 139
- 1987. január 1-jétől: Gazdagréti tér – Déli pályaudvar, gyorsjárat
- 1987 decembere: Gazdagréti tér – Déli pályaudvar, alapjárat a gyorsjárattal párhuzamosan
- 1995-ben megszűnt az alapjárat
- 2008. január 1-jétől: 139-es helyett 139-es jelzéssel járt
- 2008. szeptember 6-ától: hétvégenként a Gazdagréti tér és a Moszkva tér között közlekedett; hétköznapokon a 139A busz járt helyette egy megállóval rövidebb útvonalon, a Déli pályaudvarig.
- 2009. augusztus 23-ától: Gazdagréti tér – Moszkva tér (későbbi nevén Széll Kálmán tér), alapjárat.

139A
- 2008. szeptember 6-ától: hétköznapokon a Gazdagréti tér és a Déli pályaudvar között közlekedett a 139-essel egy megálló kivételével azonos útvonalon.
- 2009. augusztus 22-én megszűnt.

153, 153
- 1984. május 1-jétől: Nagyszeben tér – Móricz Zsigmond körtér, alapjárat
- 1987. január 1-jétől: Gazdagréti tér – Móricz Zsigmond körtér, gyorsjárat
- 2008. augusztus 21-étől: Gazdagréti tér – Móricz Zsigmond körtér, alapjárat
- 2014. március 29-étől: Gazdagréti tér – Neumann János utca, alapjárat
- 2014. szeptember 1-jén kettéosztották, 154-es jelzéssel az Etele úton át közlekedett.
- 2016. június 4-től a Gazdagréti tér - Infopark (Pázmány Péter sétány) viszonylaton jár. Betér Őrmezőre és Kelenvölgybe is, az Andor utcán és a Tétényi úton át közelíti meg Újbuda-központot és Lágymányost, munkanapokon a 154-essel összehangolva.

153A
- 2014. március 29-étől: Gazdagréti tér – Kelenföld vasútállomás, betétjárat
- 2014. szeptember 1-jétől: Gazdagréti tér – Újbuda-központ, betétjárat
- 2016. június 3-án megszűnt.

154
- 2014. szeptember 1-jétől: Gazdagréti tér – Neumann János utca, nem érinti az Andor utcát, helyette az Etele úton közlekedik összehangolva a 153-as busszal.
- 2016. június 6-ától: Gazdagréti tér – Újbuda-központ, nem érinti az Etele út megállót, helyette a Menyecske utca - Nagyszőlős utcán át közlekedik.
- 2019. szeptember 16-tól a Gazdagréti tér – BudaPart között közlekedik a 153-assal összehangolva.

154B
- 2016. június 6-ától: Gazdagréti tér → Neumann János utca, a 154-es busz Infoparkig közlekedő járata hétköznap a reggeli csúcsidőben, egy irányban. A 154-es meghosszabbítása miatt 2019. szeptember 16-án megszűnt.

239, 239
- 2006 nyarán ideiglenes buszjárat, Gazdagréti tér – Astoria, gyorsjárat
- 2007. február 1-jétől: Gazdagréti tér – Uránia, gyorsjárat
- 2008. január 1-jétől: Gazdagréti tér – Uránia, alapjárat
- 2014. március 29-étől: Gazdagréti tér – Bosnyák tér, alapjárat
- 2016. június 3-án megszűnt.

Újbuda-busz
- 2003. október 1-jétől:  Gazdagréti tér – Gazdagréti tér, körjárat
- 2008. július 1-jén kihasználatlanság miatt megszűnt.

153É
- 1994 április 1.: Móricz Zsigmond körtér (Villányi út) – Gazdagréti tér – Móricz Zsigmond körtér (Villányi út), éjszakai körjárat
- 2005. augusztus 31-éről szeptember 1-jére virradó éjjel megszűnt.

908
- 2005. szeptember 1-jétől: Móricz Zsigmond körtér – Cinkota HÉV-állomás, éjszakai járat
- 2012 és 2024 között: Móricz Zsigmond körtér – Cinkotai autóbuszgarázs, éjszakai járat
- 2024. február 5-étől: Móricz Zsigmond körtér – Rákoscsaba-Újtelep, éjszakai járat

908A
- 2024. február 4-étől: Móricz Zsigmond körtér → Cinkotai autóbuszgarázs → Rákoskeresztúr, városközpont, éjszakai járat

## Külső hivatkozások
- Gazdagréti hírportál
- Gazdagréti lap.hu linkgyűjtemény
- Gazdagréttel foglalkozó fórum